# Сковронківські читання
Сковронківські читання (Colloqia Jerzy Skowronek dedicata) — щорічні зібрання архівістів країн Центральної та Східної Європи, що проводилися впродовж 1995—2006 років у Польській Республіці Генеральною дирекцією державних архівів Польщі з ініціативи професора Єжи Сковронека. 
Первісно передбачалося проведення щорічних зібрань упродовж 10-ти років з метою поглиблення співпраці архівів Центральної, Східної та Південної Європи, їх інтеграції з архівами інших частини континенту. Перша конференція відбулася 28 вересня — 1 жовтня 1995 року в місті Стара Весь. Вона присвячувалася проблемі інкорпорації архівів колишишніх робітничих та комуністичних партій до національних (державних) архівних фондів. У конференції взяли участь представники 13-ти країн: Болгарії, Естонії, Литви, Румунії, України, Франції та інших. Важливим кроком в інтеграції зусиль архівних служб європейських країн було рішення щодо створення першого міжнародного довідника про архіви колишніх компартій, розроблення міжнародного стандарту описання таких архівних фондів, систематичного проведення міжнародних конференцій і тематичних семінарів. 
Учасники другої конференції (28—30 вересня 1996 року, м. Пулави) обговорили питання впливу політичних і суспільних змін на становище архівів й підтримали ідею систематичного проведення таких конференцій. Після передчасної смерті проф. Є. Сковронека на знак визнання його заслуг від 1997 року міжнародні зустрічі архівістів на пропозицію члена-кореспондента РАН В. Козлова стали носити його ім'я — «Colloqia Jerzy Skowronek dedicata» (Сковронківські читання) — й збирати представників архівних установ країн Центральної та Східної Європи для обміну досвідом у розв'язанні спільних актуальних проблем архівного будівництва. У рамках «Сковронківських читань» було проведено ряд наступних конференцій:
- Спільна архівна спадщина країн і народів Центральної і Східної Європи (22—24 жовтня 1997, Голявіце);
- Архіви і приватні архівні матеріали в країнах Центральної і Східної Європи (8—10 жовтня 1998, Варшава—Мондралін);
- Використання архівних матеріалів з точки зору закону і практики країн Центральної і Східної Європи (15—16 жовтня 1999, Мондралін);
- Архіви колишніх міжнародних організацій країн Центральної і Східної Європи (13—14 жовтня 2000, Варшава);
- Архіви в новому столітті: Стратегічні питання автоматизації архівів (28—29 вересня 2001, Варшава);
- Роль архівів в інформаційному суспільстві (31 травня — 1 червня 2002, Варшава—Попово);
- Архіви серед установ пам'яті» (28—29 травня 2004, Варшава);
- Архіви і нетрадиційні носії інформації (20—21 травня 2005, Торунь);
- Архіваріус: Професія майбутнього в Європі (18—20 травня 2006, Варшава).

Конференції проводилися за підтримки Міжнародної ради архівів, Фонду імені Стефана Баторія, Ради Європи, Архіву відкритого сусп-ва Центральноєвроп. ун-ту в Будапешті (Угорщина). У читаннях також брали участь архівісти з Туреччини, Ізраїлю, Китаю. Останні читання були спільним засіданням із відділеннями MPA EURBICA. Конференції сприяли встановленню творчих контактів між архівістами різних країн, розробленню спільних проектів, зокрема підготовки довідника «Спільна архівна спадщина країн і народів Центральної і Східної Європи», бази даних «Створення сучасного науково-довідкового апарату до архівного фонду Ради Економічної взаємодопомоги», участі у програмі ЮНЕСКО «Пам'ять світу», проміжні результати яких обговорювалися під час читань. Постійними учасниками читань були українські архівісти: Г. Боряк, І. Матяш, Г. Папакін, Н. Маковська, О.-Н. Мацюк та інші. Традицію проведення читань відроджено генеральним директором державних архівів Польщі професором В. Стемпняком у 2012 році.